# Brachinus medius
Brachinus medius är en skalbaggsart som beskrevs av Harris. Brachinus medius ingår i släktet Brachinus och familjen jordlöpare. Inga underarter finns listade i Catalogue of Life.